# Jacqueline Chabridon
Jacqueline Chabridon, née le 1er janvier 1940 à Désertines (Allier), est une journaliste française.

## Biographie
Jacqueline Chabridon naît dans la petite ville de Désertines, dans l'Allier, de Georges Chabridon, musicien, et de Georgette Viguié, commerçante.
Après des études à Vichy et à Paris, elle commence sa carrière de journaliste en 1961 à Radio Luxembourg.
En 1963, elle entre au Figaro et se marie avec Charles Hernu. Le mariage est célébré à la mairie de Château-Chinon par François Mitterrand, alors premier magistrat de la ville.
En 1975, elle entame une liaison avec Jacques Chirac,, alors Premier ministre. Ils pensent à se marier, mais l'entourage de Chirac, dont Marie-France Garaud, fait pression pour qu'ils se quittent, estimant qu'un divorce lui coûterait sa vie politique. Garaud lui propose 500 000 francs pour accepter qu'elle renonce à poursuivre leur relation. Elle rompt avec Chirac. L'obtention de la somme est inconnue à ce jour.
Après cette rupture, elle commet une tentative de suicide, dont elle réchappe. Elle divorce de Charles Hernu la même année. 
Elle épouse en secondes noces le journaliste Alain Fernbach. En 1996[réf. souhaitée], elle épouse le neurologue Olivier Lyon-Caen.
Après sa carrière de journaliste, elle devient directrice de la communication au Crédit lyonnais. Elle rejoint quelques mois Matignon, où elle est responsable du service de presse du Premier ministre Michel Rocard, de 1988 à avril 1989, avant de retourner au Crédit lyonnais.
Elle rejoint la Régie autonome des transports parisiens (RATP, 1990-1994) puis, toujours à la direction de la communication, Air France, auprès de Christian Blanc (1994-1998). Elle entre ensuite dans le groupe de casinos et d'hôtellerie Lucien Barrière, dont elle dirige la communication jusqu'en 2003.
En 2001, elle crée avec Marc Ullmann le Club des Vigilants.

## Ouvrage
- Avec André Bercoff, sous le pseudo. « Philippe de Commines », Les Cent Quatre-Vingts Jours de Mitterrand : histoire du 1er gouvernement de l'Union de la gauche, 3 avril-2 octobre 1978, Paris, Belfond, 1977, 235 p. (ISBN 2-7144-1115-0).

## Filmographie
Dans La Revanche, de Pierre Lary (1981), elle joue la journaliste.

## Décoration
Elle est faite chevalier de la Légion d'honneur en 2009.